# 153

153(백오십삼)은 152보다 크고 154보다 작은 자연수다.

## 수학
- 합성수로, 그 약수는 1, 3, 9, 17, 51, 153이다. 진약수의 합은 81이므로, 153은 부족수다.
- 17번째 삼각수다. 앞의 삼각수는 136, 다음 삼각수는 171이다.
- {\displaystyle 153=1^{3}+5^{3}+3^{3}}
  - 연속하는 세 홀수의 세제곱합으로 나타낼 수 있는 가장 작은 수이며, 이 성질을 지닌 다음 수는 495다.
  - 각 자릿수(1, 5, 3)의 세제곱합으로 이루어진 숫자다.
- 1의 계승부터 5의 계승까지를 합한 숫자다. 
 {\displaystyle 153=1!+2!+3!+4!+5!}
- 153의 각 숫자의 합은 제곱수다. 
 {\displaystyle 1+5+3=9=3^{2}}
- 153의 약수의 합은 제곱수다. 
 {\displaystyle 1+3+9+17+51=81=9^{2}}
- {\displaystyle 35^{2}-1}은 153으로 나누어떨어진다.

## 교통
- 고속도로 및 국도
  - 대한민국 평택시흥고속도로의 노선 번호.
  - 일본 153번 국도(일본어판): 아이치현 나고야시 히가시구에서 나가노현 시오지리시까지 이어지는 일본의 국도.
- 기타 도로
  - 현도 제153호선

## 군사
- U-153: 독일의 군용 잠수함. 제1차 세계 대전에 사용된 1917년제 모델(영어판, 독일어판)과 제2차 세계 대전에 사용된 1941년제 모델(영어판, 독일어판)이 있다.

## 문화유산
- 대한민국의 국보 제153호: 일성록
- 대한민국의 보물 제153호: 구례 연곡사 동 승탑비
- 대한민국의 사적 제153호: 울주 언양읍성

## 방송
- 스카이라이프와 B tv의 매일경제TV 채널 번호.
- 지니 TV의 UMAX 채널 번호.
- U+ TV의 가요TV 채널 번호.[1]
- B tv 케이블의 채널i 채널 번호.

## 기타
- 연도: 153년, 기원전 153년
- 153은 성경에 등장하는 축복, 시작의 의미이다. 베드로가 예수님의 지시에 따라 그물을 던졌을 때 그물에 걸린 물고기의 숫자다.
- 모나미 153: 대한민국의 필기구 제조회사인 모나미 사가 만든 15원에 판매한 3번째 볼펜.

1. ↑  LG헬로비전의 채널 번호가 같다.